# Hawaii-Emperor-Kette
Die Hawaii-Emperor-Kette (in deutscher Literatur manchmal auch als Hawaii-Imperator-Rücken bezeichnet) ist eine Kette von überwiegend erloschenen Schildvulkanen im Pazifischen Ozean, von denen ein großer Teil unterhalb der Meeresoberfläche liegt. Sie besteht aus über 129 größeren Vulkanbauten, die sich über eine Länge von 6100 km perlschnurartig aneinanderreihen und bis zu 89 Millionen Jahre alt sind. Die Kette wird meist als Paradebeispiel für den sogenannten Hotspot-Vulkanismus angeführt.

## Geographische Lage
Die von Nord nach Süd verlaufende 2800 km lange nördliche Emperor-Kette macht einen Knick und geht in die nach Südosten verlaufende, gleichfalls perlschnurartig angeordnete, Hawaii-Inselkette über. Diese wird manchmal auch Hawaii-Rücken genannt. Die Kette der Vulkane reicht somit vom Aleutengraben im Norden, wo die Pazifische Platte unter die Nordamerikanische Platte taucht, bis nach Hawaii.

## Entstehung
Die Anordnung und das zunehmende Alter der Seamounts der Hawaii-Emperor-Kette erklärte erstmals John Tuzo Wilson mit einer mehr als 80 Millionen Jahre langen Bewegung der Pazifischen Kontinentalplatte über einen damals vermuteten ortsfesten Hotspot hinweg. Heute verfügbare seismische Daten belegen Anomalien bis in den unteren Mantel (mindestens 1200 km Tiefe). Ursache für diese Anomalie könnte von 650 bis 200 Millionen Jahren vor heute subduzierte ozeanische Kruste sein.
Durch die Kontinentalplattendrift verlagert sich der aktive Vulkanismus mit einer Geschwindigkeit von 8 bis 10 cm pro Jahr.

## Knick-Kontroverse
Der Knick, der eine Änderung der Bewegung der Pazifischen Platte vor etwa 43 Millionen Jahre anzeigen soll, ist nach einer Theorie die Folge der Kollision des Indischen Subkontinents mit der Eurasischen Platte. Dabei hätte die Geschwindigkeit Indiens gen Norden abgenommen, der Subkontinent sich entgegen dem Uhrzeigersinn gedreht und so wäre es zu einer Bewegungsänderung der Pazifischen Kontinentalplatte gekommen. 

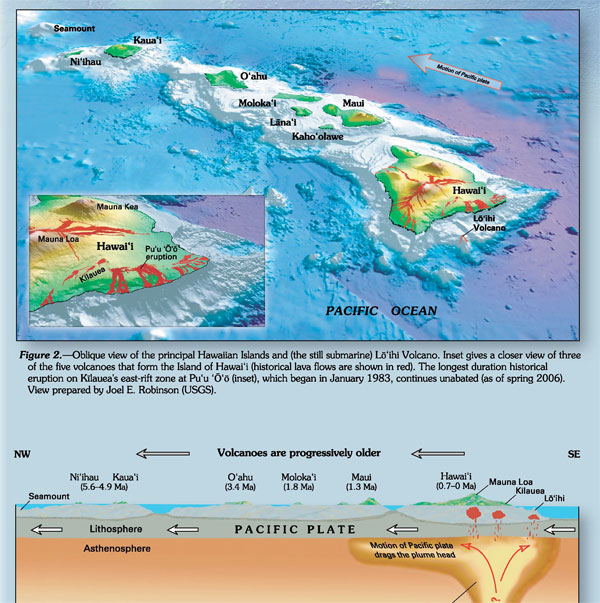
Der Hotspot unterhalb der Hawaii-Inselkette

Seit einigen Jahren gibt es einige wissenschaftliche Belege für die These, dass Hot-Spots durch die Konvektionsbewegungen im Erdmantel abgelenkt werden und daher nicht als ortsfest im Bezug zu den Bewegungen der Plattentektonik gelten können. Danach wäre der Hot-Spot in der Zeit von vor 81 bis 47 Millionen Jahre mit einer Geschwindigkeit von 4 cm  pro Jahr südwärts gewandert und hätte dann seine Bewegung stark verlangsamt. Die Kollision des Indischen Subkontinents mit der Eurasischen Platte käme damit zumindest nicht als direkte Ursache für den Knick in Frage.
Untersuchungen an den Musicians-Seamounts nördlich des Hawaii-Archipels lieferten hingegen Anhaltspunkte dafür, dass der Knick zumindest anteilsweise auf eine Beschleunigung der nordwest-gerichteten Bewegung der Pazifischen Platte nach der vollständigen Subduktion der Izanagi-Platte unter Ostasien und dem Beginn der Subduktion der Pazifischen Platte an den westlichen Rändern des Pazifikbeckens vor rund 50 Millionen Jahren zurückgehen könnte.

## Die Berge unter der Meeresoberfläche
Der nördlichste submarine Vulkan ist der Meiji Seamount, bei etwa 53° nördlicher Breite und 165° westlicher Länge. Es ist ein etwa 2000 m über dem Meeresboden liegendes Plateau, etwa 85 Millionen Jahre alt. Dem schließt sich südlich der Detroit Rise Seamount, mit einem Alter von etwa 81 Millionen Jahren an.
Viele dieser submarinen Vulkane wurden nach einem Tennō (japanischer Kaiser, Kammu, Kimmei, Kōkō, Meiji, Nintoku, Ōjin, Suiko, Yōmei, Yūryaku) oder Personen benannt, die mit diesen in Verbindung stehen (Jingū).
Die Inseln des Kure-Atolls und ca. 80 km weiter östlich die Midwayinseln, auf 28° nördlicher Breite und 177° westlicher Länge, sind die ersten Inseln der Nordwestlichen Hawaii-Inseln. Diese sind bis nahe zur Wasseroberfläche reichende oder sie sogar durchstoßende Vulkane. Die Kure-Insel (Hauptinsel des Kure-Atolls) ist demnach die älteste Insel der Hawaii-Emperor-Kette mit einem Alter von etwa 30 Millionen Jahren. Die nächst jüngeren Inseln sind die Midwayinseln mit einem Alter von etwa 28 Millionen Jahren. Ursprünglich waren die Midwayinseln ein großer Schildvulkan, der bis zur Wasseroberfläche oder auch darüber reichte. Über die Zeit wurde der Vulkan langsam abgetragen, so dass heute nur noch zwei kleine Hauptinseln und mehrere kleine Inseln, sowie ein heute 160 m hohes Atoll mit 6 km Durchmesser zu sehen ist. 
Der jüngste Vulkan Kama‘ehuakanaloa liegt 35 km südöstlich der Insel Hawaiʻi. Der größte Vulkan der Hawaii-Emperor-Kette ist der Mauna Kea, der vom Fuß unter Wasser bis zum Gipfel etwa 10.205 m hoch ist. Über Wasser erreicht er eine Höhe von 4205 m.

### Liste diverser Seamounts
- Jingu Guyot
- Kammu Guyot
- Kimmei Seamount
- Koko Guyot
- Meiji Seamount
- Nintoku Guyot
- Ojin Guyot
- Suiko Guyot
- Yomei Guyot
- Yuryaku Guyot